# Пјано Ранчо (Комо)
Пјано Ранчо је насеље у Италији у округу Комо, региону Ломбардија.
Према процени из 2011. у насељу је живело 53 становника. Насеље се налази на надморској висини од 969 м.